# PlayStation: The Official Magazine
PlayStation: The Official Magazine (другие названия — PSM, PlayStation Magazine) — глянцевый журнал о видеоиграх от британского издательского дома Future Publishing. Журнал выпускается в шести странах мира.

## О журнале
PlayStation Magazine (в дальнейшем именуемый аббревиатурой PSM) — ежемесячный лицензионный журнал (издается по лицензии Future), рассказывающий о самых интересных и актуальных играх для развлекательных платформ Sony PlayStation 2, Sony PlayStation 3, PSP и PlayStation Vita. При этом PlayStation Magazine является независимым изданием, то есть, не причастным к компании Sony.

## История
Первый выпуск британского журнала увидел свет в сентябре 1997 года. На данный момент британское издание журнала носит название PSM3 и специализируется, в большинстве своем, на платформе PlayStation 3, не забывая также о портативной PSP, в редких случаях вспоминая также про игрового флагмана прошедших лет — PlayStation 2.
В России PSM выпускался с февраля 1998 по август 2002 год издательским домом Gameland, затем с 2004 по 2008 год уже при издательстве Mediasign (на обложке первого номера перезапущенного издания было изображение Metal Gear Solid 3: Snake Eater). В различное время существования русской редакции журнала, главными и управляющими редакторами были: Михаил Разумкин, Андрей Подшибякин, Михаил Бескакотов, Сергей Колесов, Максим Малкин, Максим Еремеев и Сергей Парамонов. В 2008 году PSM несколько сменил свой привычный формат — с февральского номера и до конца жизни журнал выпускался в качестве бесплатного приложения к журналам PC Gamer и T3 (Техника Третьего Тысячелетия).

## Достижения
В начале декабря 2007 года журнал PSM получил престижную премию «Обложка года-2007» в номинации «Молодёжные издания», кроме того, обложка юбилейного номера за март 2007 года получила специальный приз зрительских симпатий. Вручение награды проходило в театральном зале Московского Международного Дома Музыки, где среди прочих номинантов и победителей собрались редакции таких журналов, как: Men’s Health, LUXURY, Hello, Ivan, My Horse, Вокруг света, Афиша и многие другие авторитетные издания.

## Статистика
- Тираж PSM на февраль 2008 составлял 99 500 экземпляров, а российские версии 30 000.
- Демография — 95 % мужчины, средний возраст — 17,5 лет.

## Рубрикатор
Пишите письма! — на письма отвечают члены редакционной команды. Как и всякий интерактив — письма показывают открытость, восприимчивость к критике и внимание к читателю. Ответы на письма — веселые, со стёбом, и чуточкой самоиронией. За все опубликованные письма вручаются призы в виде игр для PlayStation 2 и PSP.
Чарты — список игр, которые продались лучше остальных за определенный период времени. Топы составлены с помощью главных дистрибьюторов и ретейлеров видео- и компьютерных игр.
Новости и анонсы — подробное описание ближайших релизов от самых популярных разработчиков; свежие слухи из самого пекла индустрии; инсайдерские материалы, а также интервью с именитыми разработчиками. Все это и многое другое можно найти именно в этой рубрике.
Обзоры/рецензии — подробные ревью на только-только вышедшие или готовящиеся к выходу игры (благодаря опыту британской редакции PSM получает копии свежих игр раньше, чем они окажутся на прилавках магазинов). Оценка выставляется по системе, максимум в которой равен ста процентам.
Креативные материалы/темы номера — объемные статьи (обычно от шести до одиннадцати страниц), в которых освещаются самые интересные и потенциально хитовые проекты будущего или описывается эксклюзивный геймплей той или иной демоверсии. Кроме того, к такого рода материалам также относятся статьи про истории жанров, а также целых серий игр.